# Neomorphus squamiger
El váquiro escamado o cuco hormiguero escalado (Neomorphus squamiger) es una especie de ave de la familia Cuculidae.

## Hábitat y distribución
Es endémica del bosque lluvioso amazónico en la zona próxima al río Tapajós en Brasil, pero no se ha delimitado con exactitud su hábitat exisitiendo problemas además para diferenciarlos con el váquiro verde (Neomorphus geoffroyi) por su similitud por lo que en ocasiones son considerados como una subespecie de estos. Aunque su población no ha sido contabilizada, se la considera una especie rara en declive, sospechándose que en tres generaciones habrá disminuido entre un 30 y un 49 %.